# The Fairy Feller's Master-Stroke
The Fairy Feller's Master-Stroke är en tavla av den brittiske konstnären Richard Dadd (1817–1886). Den beställdes av George Henry Hayden som var chefsintendent på Bethlem Royal Hospital i London. Han var imponerad av Dadds konstnärliga försök och bad om en tavla med sagotema. Dadd arbetade på tavlan under nio år. Han la ner ett enormt arbete på såväl detaljer som lagerteknik, vilket gav tavlan tredimensionella effekter. Tavlan betraktas som hans viktigaste verk. Dadd själv, ansåg dock inte att han blev färdig med tavlan och lade till suffixet Quasi i titeln.
För att sätta in verket i ett sammanhang skrev Dadd senare en märklig dikt med titeln Avlägsnande av en tavla och dess ämne – kallad The Feller’s Master-Stroke där alla figurer som förekommer i tavlan har ett namn och syfte, plus en otalig mängd hänvisningar till gammal engelsk folklore och till och med till Shakespeare. Ett försök att visa att tavlans unika komposition inte bara var av slumpen vild inspiration.

## Influenser på andra konstarter
Rockbandet Queens sång med samma namn (från albumet Queen II, 1974) har direkta kopplingar till figurerna i tavlan som nämns i Dadds dikt.
Den brittiske fantasy-, science fiction- och skräckförfattaren Mark Chadbourn gav ut en roman med samma namn 2002. För den fick han priset British Fantasy Society Award i kategorin Best Short Fiction 2003.
Den brittiske författaren Terry Pratchetts roman Små blå män innehåller en scen som är inspirerad av tavlan. Den är också ett centralt element i The Witches of Chiswick av Robert Rankin, även han britt.